# 大気汚染注意報

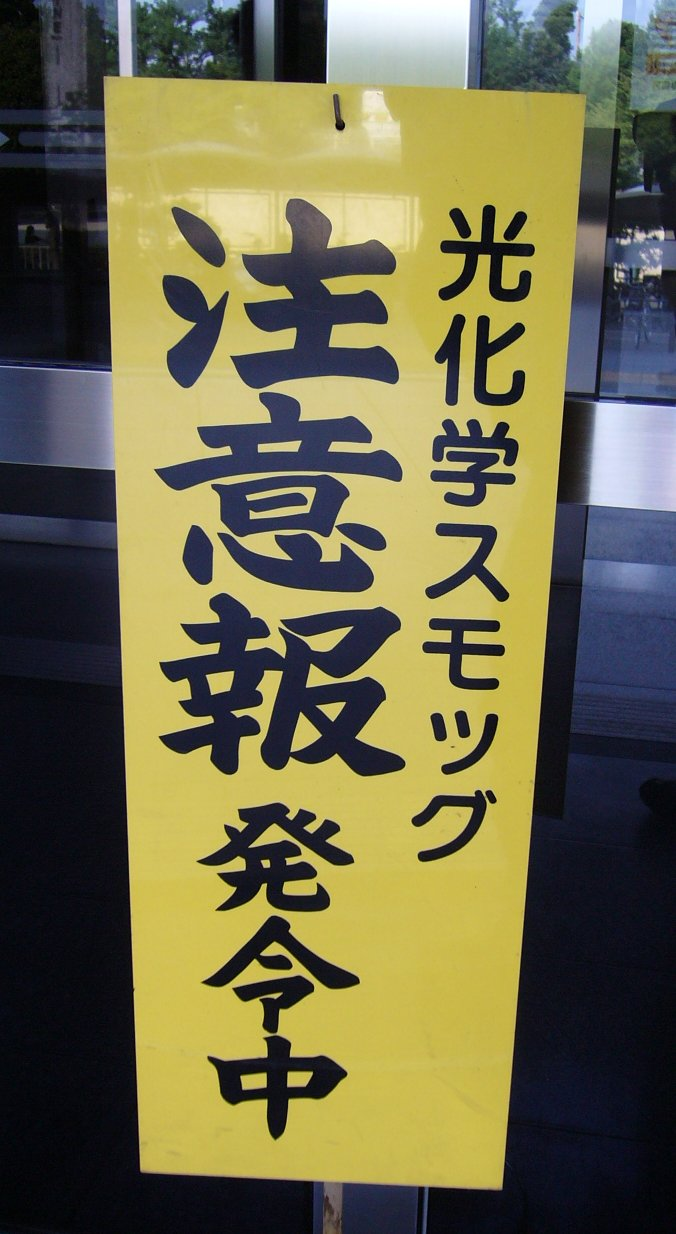
光化学スモッグ注意報の看板

大気汚染注意報（たいきおせんちゅういほう）とは、大気中の大気汚染物質の濃度が増加して一定のレベルに達した場合に、都道府県が発令する情報。光化学オキシダント濃度の増加時（光化学スモッグの発生時）に発表される光化学スモッグ警報（こうかがく-けいほう）や光化学スモッグ注意報（こうかがく-ちゅういほう）などもこの1種。光化学オキシダントのほか、硫黄酸化物、二酸化窒素、一酸化炭素、浮遊粒子状物質(SPM)の合計5種が対象。

## 法的根拠と同時にとられる措置
大気汚染防止法第23条、同法施行令第11条などによって規定されている。大気汚染防止法第23条では「大気の汚染が著しくなり、人の健康又は生活環境に係る被害が生ずるおそれがある場合」として「政令（=同法施行令）で定める場合に該当する事態が発生したとき」に「その事態を一般に周知させる」としている。要するに、大気汚染が深刻化して高い濃度が観測されたとき、注意報などを発表して一般市民に知らせるということである。
同法施行令別表第5には、大気汚染物質別に「注意報」「重大緊急時警報」の基準となる濃度が示されており、各都道府県でこの基準を使用している。また、多くの都道府県では注意報と重大緊急時警報の中間レベルにあたる「警報」などを設定して独自に情報のレベルを決めている。
同法同条では、このような情報の発表時、ばい煙や揮発性有機化合物を排出している者（事業者、乗用車の使用者・運転者など）に排出制限などの自主的な行動をとってもらうよう協力を求められるとしている。また、気象状況などにより汚染が急激に悪化して、健康への悪影響が懸念されるときには、排出制限などの強制力のある措置を命じることができるほか、各都道府県の公安委員会に道路交通法（4条、110条2）に基づく交通規制を要請できるとしている。これに加え、各都道府県では大気汚染緊急時措置として詳細な行動を定めている。

## 測定手法
注意報などの発令基準値は、硫黄酸化物、二酸化窒素、一酸化炭素、光化学オキシダントの場合、測定装置により得られた各物質の、大気中含有率の1時間平均値（単位はppm）を使用する。ただし、硫黄酸化物は一部48時間平均値も使用している。また、浮遊粒子状物質の場合、大気中における単位容量あたりの重量の1時間平均値（単位はミリグラム毎立方メートル(mg/m3)）を使用する。
大気汚染物質の濃度の測定装置は、環境省や自治体などが各都道府県にまんべんなく数か所～数十か所設置している。各都道府県は、都道府県内をいくつかの地域に分けて、地域ごとに警報・注意報などを発令しており、各地域内に1か所以上は測定装置があるようになっている。

## 物質別の基準値と警報の区分

### 硫黄酸化物
硫黄酸化物の多くは二酸化硫黄（亜硫酸ガス）であるため、硫黄酸化物を二酸化硫黄と言い換えることも多い。
硫黄酸化物注意報
- 名称:注意報
- 基準:0.200ppm以上の状態が3時間以上継続。または、0.300ppm以上の状態が2時間以上継続。あるいは、0.500ppm以上の場合。もしくは、48時間平均値が0.150ppm以上の場合。

硫黄酸化物重大警報
- 名称:重大警報、重大緊急警報
- 基準:0.500ppm以上の状態が3時間継続。または、0.700ppm以上の状態が2時間以上継続。

二酸化硫黄の環境基準は1時間値0.1ppm以下である。また、日平均値0.04ppm以下という基準もある。

### 一酸化炭素
一酸化炭素注意報
- 名称:注意報
- 基準:30ppm以上の場合。

一酸化炭素重大警報
- 名称:重大警報、重大緊急警報
- 基準:50ppm以上の場合。

一酸化炭素の環境基準は1時間値ではない。日平均値20ppm以下と、8時間平均値10ppm以下という2つの基準が定められている。

### 二酸化窒素
二酸化窒素注意報
- 名称:注意報
- 基準:0.500ppm以上の場合。

二酸化窒素重大警報
- 名称:重大警報、重大緊急警報
- 基準:1.000ppm以上の場合。

二酸化窒素の環境基準は1時間値ではない。日平均値0.04ppm～0.06ppmまたはそれ以下という基準が定められている。 

### 光化学スモッグ（オキシダント）
一般に知られているのは注意報と警報だが、大気汚染防止法施行令で定められているのは注意報と重大緊急時警報（重大緊急警報、重大緊急報）だけである。都道府県によっては、注意報より軽い状態に当たる光化学スモッグ予報、あるいは注意報と重大緊急時警報の中間に当たる光化学スモッグ警報などが定められているところもある。濃度基準は光化学オキシダント（または単に「オキシダント」とも言う）の値。
注意報と重大緊急時警報の発令基準は、全国同じであるが、各都道府県独自の予報・警報などの区分・発令基準は各都道府県によって異なる。こちらも参照。
光化学スモッグ学校予報
- 名称:学校情報（東京都）
- 基準:0.100ppmとしている（東京都）。

光化学スモッグ予報
- 名称:予報
- 基準:0.100ppm以上で、気象条件などから1時間後に注意報の基準値（後述）に達する可能性がある時に発令する所が多い。0.080ppmとしている所（愛知県）、「注意報基準値に近く、その状態が更に悪化すると予想される場合」としている所（山梨県）、「高濃度汚染が予想されるとき」としている所（東京都）などもある。

光化学スモッグ注意報
- 名称:注意報
- 基準:0.120ppm以上（全国同一基準）

光化学スモッグ警報
- 名称:警報
- 基準:0.240ppm以上としている所が多い。0.200ppmとしている所（埼玉県）もある。

光化学スモッグ重大警報
- 名称:重大警報、重大緊急警報
- 基準:0.400ppm以上（全国同一基準）

予報や警報基準が若干異なるのは、都道府県によって光化学オキシダントの原因物質の排出量や飛来量、光化学スモッグができやすい気象条件が異なるためである。解除の基準は、濃度が基準以下に下がってその状態が続くと予想される場合としているところが多いが、予報・注意報の解除基準に「日没になったとき」を加えているところもある（福島県）。
光化学オキシダントの環境基準は1時間値0.06ppm以下である。

### 浮遊粒子状物質
浮遊粒子状物質注意報
- 名称:注意報
- 基準:0.2mg以上の状態が2時間以上継続。

浮遊粒子状物質重大警報
- 名称:重大警報、重大緊急警報
- 基準:0.3mg以上の状態が2時間以上継続。

浮遊粒子状物質の環境基準は1時間値0.20mg/m3以下である。また、日平均値0.10mg/m3以下という基準もある。